# Nejvyšší komorník nad stříbrem
Nejvyšší komorník nad stříbrem (případně nejvyšší komorník nad stříbry nebo také nejvyšší komoří nad stříbrem, případně nejvyšší komoří nad stříbry, také nejvyšší stříbrník; německy Oberstsilberkämmerer) byl dvorský úřad, který měl na starosti evidenci stříbrného nádobí a také jeho časté inventury. Postupně se vyvinul ve spíše čestný úřad.

## České království
Od roku 1743 byl úřad v Českém království dědičně v rodě hrabat z Uhlfeldu a od roku 1796 dědičně v rodě knížat a starohrabat ze Salm-Reifferscheidtu. V roce 1836 během korunovační hostiny Ferdinanda V. Dobrotivého podal novému králi po umytí rukou ručník.
- Mikuláš Popel z Lobkowicz († 1599, z chlumecké linie, majitel Nových Hradů)[3] – český nebo císařský?
- 1642–1644 Maxmilián Valentin z Martinic (1612 – 20. 12. 1677 Praha)
- 1723 neobsazen, při korunovaci Karla VI. ho nahradil císařský komorník nad stříbry Bedřich Vavřinec Cavriani (1687–1745)[4]
- 1743 (12. 5.)[5] – 1769 (31. 12.) Antonín Corfitz z Ulfeldu (15. 6. 1699 Brašov – 31. 12. 1769 Vídeň), dědičný,[6][5] ultimus familiae
  - při korunovaci Marie Terezie v roce 1743
- 1770–1771 (7. 7.) Rudolf Chotek z Chotkova a Vojnína (24. 3. 1707[7] nebo 24. 1. 1708[7] – 7. 7. 1771 Vídeň), dědičný[7]
- (1791) neobsazen – při korunovaci Leopolda II.
- 1790[8] nebo 1796–1802 František Václav ze Salm-Reifferscheidt-Hainspachu[8] (6. 1. 1747 – 28. 6. 1802)
- 1802–1842  František Vincenc ze Salm-Reifferscheidt-Hainspachu (18. 9. 1774 – 11. 7. 1842)
  - při korunovaci Ferdinanda V. v roce 1836
- 1842–1847 Jan František Václav ze Salm-Reifferscheidt-Hainspachu (7. 4. 1780 – 3. 4. 1847)
- 1847–1887 nebo 1891[8] František Josef ze Salm-Reifferscheidt-Hainspachu (1819–1887 nebo 1891[8])

## Císařský nejvyšší komoří nad stříbrem
- ?–? Ondřej z Gloyachu († 1573),[9] nejvyšší dvorní komorník nad stříbrem císaře Ferdinanda I.
- ?–? Baltazar Kryštof Thanrädl[10][pozn. 1]
- 1594–? Adam mladší z Valdštejna (1569 / 8. 6. 1570 – 24. 8. 1638 Praha)[11]
- 1600–? Kryštof Harant z Polžic a Bezdružic (1564 Klenová – 21. 6. 1621 Praha), nejvyšší stříbrník  v císařově osobní komoře[12]; možná byl v této době nejvyšším stolníkem;[13] český nebo císařský?
- 1600–? Heřman Czernin z Chudenic (24. 7. 1576 Nedrahovice – 7. 3. 1651 Petrohrad nebo Praha), stříbrník  v císařově osobní komoře,[12] nejvyšší komoří nad stříbrem (Silberkämmerer)[13] – český nebo císařský?
- ?–? Hans Gottfried z Herzenkrafftu[14] († 25. 8. 1625 Štýrský Hradec)[15][pozn. 2]
- ?–? Jiří Arnošt z Herbersteinu († po 4. 2. 1634)[16]
- ?–? Jan Antonín z Rottalu[17][chybí lepší zdroj] (1605 – 4. (21.?) 12. 1674 Vídeň), říšský hrabě (1641)
- ?–? František Arnošt z Mollartu († mezi 21. 2. a 13. 3. 1669),[18] také nejvyšší císařský kuchmistr,[18]
- ?–? Arnošt Petr Ludvík z Mollartu (22. 8. 1642 (?) – 5. 12. 1686),[18] také nejvyšší císařský kuchmistr[18]
- ?–? Bedřich Vavřinec (Friedrich Lorenz) Cavriani (11. 8. 1687 Vídeň – 8. 2. 1745 Vídeň)
  - při korunovaci Karla VI. na českého krále v roce 1723 prostřel ve Vladislavském sále panovníkovu tabuli[19]
- 1770–1771 Rudolf Chotek z Chotkova a Vojnína (24. 1. 1706 Bělušice – 7. 7. 1771 Vídeň)
- ?–? František Karel[20] (František Tomáš)[21] z Ditrichštejna (13. 12. 1731 Vídeň – 29. 11. 1813 Vídeň)
- 1807–1812 Jan Nepomuk Norbert z Trauttmannsdorff-Weinsbergu (18. 3. 1780 Vídeň – 24. 9. 1834 Vídeň)[22]
- ?–1837 (1. 2.) (určitě 1819, 1824, 1828, 1834, 1835, 1836) Maxmilián František Cavriani (11. 5. 1773 Seibersdorf, Dolní Rakousy – 1. 2. 1837 Vídeň)
- 1837–1840 Karel František z Clary-Aldringenu[23] († 29. 7. 1840), předtím nejvyšší císařský konferenciér
- ?–? (určitě 1843, 1846, 1848) Jiří Esterházy z Galanty, v roce 1853 byl nejvyšším císařským konferenciérem

## Nejvyšší komorník nad stříbrem císařovny
- Eleonora 
  -  ?–? Jiljí Antonín z Königsackeru a Neuhausu[24][pozn. 3]

## Rakouské země

### Horní a Dolní Rakousy
Císař Ferdinand II. udělil 25. června 1624 ve Vídni úřad nejvyššího dědičného zemského komorníka nad stříbrem v Horních a Dolních Rakousích (Obersterblandsilberkämmerer in Österreich ob und unter der Enns) Hansi Jakubovi svobodnému pánu z Kuefsteinu a jeho legitimním mužským potomkům. Následně 20. září 1627 císař rozšířil úřad komorníka na stříbrem bratrům Hanse Jakuba, a sice Hansi Vavřincovi a Hansi Ludvíkovi jako seniorát pro celý rod. I v roce 1848 úřad zastávala hrabata z Kuefsteinu.
- 1624 (25. 6.) – ? Hans Jakub z Kuefsteinu[25] (26. 5. 1577 – 31. 8. 1633 Greillenstein)
- ?–? Lobgott z Kuefsteinu (18. 12. 1632 Linec – 1680 Linec)[27]
- ?–? Gotttrau z Kuefsteinu (2. 12. 1634 Linec – 1691)[27]
- ?–? Jan Jiří z Kuefsteinu (21. 5. 1645 Vídeň – 7. 4. 1699 Vídeň)[28]
- ?–?  František Ludvík z Kuefsteinu (2. 4. 1679 – 1733)[27]
- ?–? Jan Leopold Antonín z Kuefsteinu (22. 11. 1676 – 20. 11. 1745 Kirchberg am Wald (Vídeň)),[28] říšský hrabě (1709)[28]
- ?–? Jan Ferdinand Josef z Kuefsteinu (26. 3. 1688 Vídeň – 12. 4. 1755 Vídeň),[29] říšský hrabě (1709)[29]
- 1794–1818 (23. 11.) Jan Ferdinand z Kuefsteinu (18. 10. 1752 Vídeň – 23. 11. 1818 Vídeň),[29] majorátní pán
- ?–1871 František Jan z Kuefsteinu (8. 3. 1794 Vídeň – 3. 1. 1871 Vídeň)[30]
- ?–1918 Carl Ferdinand z Kuefsteinu (31. 7. 1838 Viehofen (b. St. Pölten) – 2. 2. 1925 Greillenstein)[30]

### Štýrsko
Od roku 1596 až do vymření rodu zastávali dědičný úřad svobodní páni a později hrabata Rottalové. Poté byl Marií Terezií do úřadu jmenován hrabě František z Vilana-Perlas (v jeho rodě 1763–1817). V letech 1838–1848 byl úřad v rukou hrabat z Wickenburgu.
- 1596 (16. 12)[32] – 1597 (8. 5.) Kašpar z Rottalu[32] († Graz 8. 5. 1597 Štýrský Hradec)
- ?–? Vilém II. z Rottalu († 7. 4. 1610)[33]
- ?–? Vilém III. z Rottalu († 1624),[33] svobodný pán (1610)
- ?–? Jiří Julius z Rottalu[34] († konec 1656(?), mrtvý jistě 9. 2. 1657)[pozn. 4]
- ?– 1674 (4.12.) Jan Antonín z Rottalu (1605 Štýrský Hradec – 4. 12. 1674 Vídeň)
- ?–? Jan Kryštof z Rottalu (31. 12. 1635 – 20. 12. 1699),[28] hrabě (1693)[28]
- ?–? Jan Josef z Rottalu
  - při holdování Karlu VI. v roce 1728 ho zastupoval František Antonín z Rottalu
- ?–? Jan Jáchym Adam z Rottalu (13. 2. 1708 Vídeň – 23. 9. 1746 Kvasice)[35]
- ?–1762 (26. 10.)[31] František Antonín z Rottalu (1690 nebo 1696 – 26. 10. 1762), ultimus familiae
- 1763 (17. 2. nebo 14. 5.[36]) – 1773 (12. 2.) František de Paula z Vilana-Perlas[31] (1704 – 12. 2. 1773 Vídeň nebo Temešvár), také nejvyšší kuchmistr v Gorici a Gradišce[37]
- ?–? František Bedřich Karel Benedikt z Vilana-Perlas[37] (29. 1. 1737 Vídeň – 1. 8. 1803 Vídeň), také nejvyšší kuchmistr v Gorici a Gradišce[37]
- 1838 (6. 9.)[38] – 1848 Matyáš Konstantin z Wickenburgu[31] (16. 7. 1797 Pesch bei Düsseldorf – 26. 10. 1880  Gleichenberg)

### Korutany
Dědičný úřad (Oberst-Erbland-Silberkämmerer in Kärnten) zastával rod hrabat z Thurn-Valsassiny (rod Thurn-Valsassina-Villalta-Spessa – jeho první linie Villalta) od 20. března 1666. Zároveň zastávali úřad nejvyššího dědičného zemského maršálka v okněžněném hrabství Gorice a Gradiška a větev Thurn-Valsassina-Como-Vercelli také úřad nejvyššího dědičného zemského hofmistra v Kraňsku.
- ?–? Jan Karel z Thurn-Valsassiny († 9. 3. 1689 Štýrský Hradec), také nejvyšší dědičný zemský hofmistr v Kraňsku a Vindické marce a nejvyšší dědičný zemský maršálek v Gorici a Gradišce[40]
- ?–1846 Antonín Thurn-Valsassina[zdroj?] (1774 Gorice – 7. 9. 1846 Gorice)
- 1846–1879 Ludvík z Thurn-Valsassiny[41] (30. 10. 1805 Vídeň – 16. 1. 1879)
- 1879–1912 Ludvík František z Thurn-Valsassiny[42] (30. 10. 1855 Vídeň – 10. 7. 1912 Ziracco)

### Kraňsko a Vindická marka
Císař Leopold I. udělil diplomem vydaným 28. května 1665 v Laxenburgu nově vytvořený úřad nejvyššího dědičného zemského komorníka nad stříbrem (Obersterblandsilberkämmerer in Krain und der Windischen Mark) bratrům a bratrancům Janu Weikhardovi, Janu Herwardovi, Zikmundu Ferdinandovi, Ferdinandu Helfriedovi, Jiřímu Zikmundovi a Janu Jakubovi svobodným pánům Kazianerům. V roce 1848 zastával úřad rod svobodných pánů z Erbergu.
- 1665 (28. 5.) – 1693 Jan Weikhard Kazianer z Katzensteinu (1624–1693)[44] říšský hrabě (1665)
- 1665 (28. 5.) – 1681 (13. 10.) Jan Herward Kazianer z Katzensteinu (13. 9. 1629 zámek Mühlgrub – 13. 10. 1681 Lublaň),[45] říšský hrabě (1665)
- 1665 (28. 5.) – 1687 (3 . 3.) Jiří Zikmund Kazianer (1635 – 3. 3. 1687 Štýrský Hradec),[44] říšský hrabě (1665)
- ?–? Kryštof Adam Kazianer († podzim 1705)[44]
- ?–? Leopold Engelbrecht Josef Kazianer z Katzensteinu (13. 11. 1665 Lublaň – 12. 11. 1705)[45]
- ?–? Alois Antonín Xaver Josef Kazianer z Katzensteinu (28. 7. 1699 Štýrský Hradec – 23. 4. 1760 Štýrský Hradec)[45]
- ?–? Ignác Dismas Gottfried Benedikt Josef Kazianer z Katzensteinu (15. 4. 1729 – 1. 10. 1775)[45]
- ?–? Dismas Alois Kazianer z Katzensteinu (5. 2. 1735 – 6. 2. 1791(?))[46]
- ?–1822 (10. 12.) Josef Alois Kazianer z Katzensteinu (13. 1. 1740 Štýrský Hradec – 10. 12. 1822 Štýrský Hradec),[46] ultimus familiae

### Tyrolsko
Úřad (Obersterblandsilberkämmerer in Tirol) byl  v roce 1626 udělen rodu svobodných pánů a později hrabat z Brandisu. 
- 1626 (4. 5.) – 1629? Jakub Ondřej Vilém z Brandisu († 1629),[47] říšský svobodný pán (1605)
- ?–? Adam Vilém z Brandisu († 26. 4. 1699 Vídeň)[48]
- ?–? František Vilém z Brandisu[49][pozn. 5]
- ?–? Jindřich Adam z Brandisu[50][pozn. 6]
- ?–? Jan Křtitel Josef z Brandisu[51][pozn. 7]
- ?–? Jindřich z Brandisu († 10. 8. 1869 Flödnig)[52]

### Gorice a Gradiška
- ?–? Maxmilián z Breuneru[53][pozn. 8]